# Hendrik X Rumpold
Hendrik X Rumpold, bijgenaamd de Jongere (circa 1390 - Flubsberg, 18 januari 1423), was van 1397 tot 1423 hertog van Glogau en van 1403 tot 1412 hertog van Sagan. Hij behoorde tot de Silezische tak van het huis Piasten.

## Levensloop
Hendrik X was de derde van vier zonen van hertog Hendrik VIII de Huismus van Glogau en diens echtgenote Catharina, dochter van hertog Wladislaus II van Opole.
Na de vroege dood van zijn vader in 1397 erfde Hendrik X samen met zijn oudere broers Jan I en Hendrik IX de Oude en zijn jongere broer Wenceslaus het hertogdom Glogau. Omdat de vier broers nog minderjarig waren, werden ze tot in 1401 onder het regentschap van hun moeder Catharina en hertog Ruprecht I van Liegnitz geplaatst. In 1401 werden Jan I en Hendrik IX de Oude volwassen verklaard, waarna Hendrik X en zijn jongere broer Wenceslaus onder het regentschap van hun twee oudere broers werden geplaatst. In 1403 werden de vier broers eveneens hertog van Sagan, nadat hun tante Hedwig van Liegnitz was afgetreden.
Nadat alle broers volwassen waren verklaard, verdeelden ze in 1412 hun gezamenlijke regeringsgebied. Hierbij behielden Hendrik X en zijn broers Hendrik IX de Oude en Wenceslaus het hertogdom Glogau. Hij was echter niet geïnteresseerd in de interne zaken van het hertogdom en liet het regeren daarom over aan Hendrik IX de Oude.
Hendrik X was voornamelijk in dienst van keizer Sigismund. In 1420 nam hij samen met zijn broers deel aan een groot congres waarbij ze trouw zwoeren aan de keizer. Ook nam hij in deel aan de militaire expedities tegen de Hussieten en werd hij in 1420 benoemd tot gouverneur van Opper-Lausitz. Toen hetzelfde jaar zijn moeder overleed, erfde Hendrik X samen met Hendrik IX de Oude de steden Freystadt en Grünberg.
In dienst van keizer Sigismund trad Hendrik X voornamelijk op als bemiddelaar in internationale zaken en in 1422 werd hij op diplomatieke missie gestuurd naar Denemarken. Na succesvolle onderhandelingen met koning Erik VII van Denemarken werd hij uitgehuwelijkt aan diens nicht Adelheid (1410 - na 1445), dochter van hertog Bogislaw VIII van Pommeren. Hij overleed echter begin 1423 in het militaire kamp van Flubsberg, nog voordat het huwelijk kon plaatsvinden. Hendrik X werd begraven in Hadersleben.